# Perdita apacheorum
Perdita apacheorum är en biart som beskrevs av Timberlake 1960. Perdita apacheorum ingår i släktet Perdita och familjen grävbin. Inga underarter finns listade i Catalogue of Life.